# Alberto Barton
Alberto Leonardo Barton Thompson (12. kolovoza 1870. – 25. listopada 1950.) bio je peruanski mikrobiolog koji je otkrio etiološkog uzročnika Carrionove bolesti ili Oroya groznice. Njemu u čast je ime dobila bakterija lat. Bartonella bacilliformis.
Alberto Barton je diplomirao medicinu na sveučilištu San Marcos 1900.g. Dio svoga života proveo je u Londonu i Edinburghu zahvaljujući stipnediji za učenje tropskih bolesti i bakteriologije. 
Barton je otkrio bakteriju 1905.g. kada je istraživao izbijanje rijetke i nepoznate bolesti (visoka tjelesna temperatura i teška anemija) među stranim radnicima koji su radili na izgradnji željezničke pruge La Oroya-Lima. 
Otkrio je bakteriju na crvenim krvnim stanicama, što je i objavio na znanstvenom skupu 5. listopada 1905.g.  Bakterija je kod bolesnika koji bi preživjeli akutnu fazu bolesti, mijenjala oblik iz oblika bacila (štapić) u oblik koka (kuglica), i ako bi bolesnik razvio kožne promjene, bakterija bi nestala iz periferne krvi bolesnika.
Bakterija je prvotno nazvana Bartonia a kasnije je preimenovana u Bartonella bacilliformis.